# أوتو زوترمايستر
أوتو سوترمايستر هو كاتب وأستاذ جامعي سويسري، ولد في 27 سبتمبر 1832 في Tegerfelden ‏ في سويسرا، وتوفي في 18 أغسطس 1901 في أراو في سويسرا.